# سكين قتال

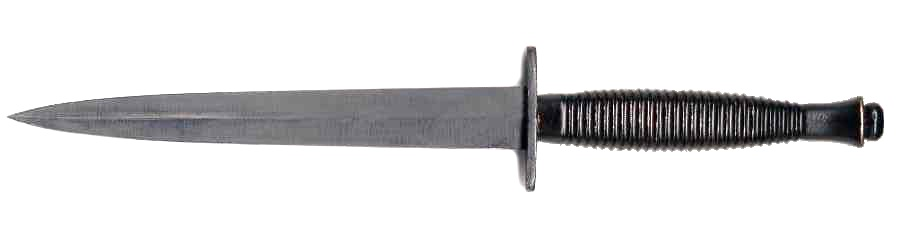
سكين القتال الشهير فيربيرن سايكس، طُور لقوات الكوماندوز البريطانية خلال الحرب العالمية الثانية واعتمده العديد من القوات الخاصة بعد الحرب.

سكين القتال هو سكين مصمم للاستخدام العسكري ومخصص في المقام الأول للقتال بالأيدي أو القتال القريب.   
منذ نهاية حرب الخنادق، صُممت معظم سكاكين القتال العسكرية بشكل ثانوي للاستخدام المنفعي (إزالة أوراق الشجر، وتقطيع الأغصان للتغطية، وفتح صناديق الذخيرة، وما إلى ذلك) بالإضافة إلى دورها الأصلي أسلحة قتالية قريبة المدى، ويمكن الإشارة إليها باسم "سكاكين القتال المساعدة". من ناحية أخرى، فإن السكاكين العسكرية المخصصة في المقام الأول للاستخدام في دور آخر غير القتال يُشار إليها عادةً بدورها الأساسي، مثل "سكين المنفعة" أو "سكين النجاة".

## تاريخ
الخناجر المصممة للاستخدام العسكري في الاشتباكات القتالية المباشرة يحملها الجنود منذ آلاف السنين. كان اعتماد خناجر القتال المصنوعة من الحديد علامة بارزة في تطوير سكاكين القتال، وكانت هذه الأسلحة ذات قيمة عالية في الجيوش القديمة في الشرق الأوسط.  كانت الخناجر العسكرية الفرنسية والإيطالية في القرن الرابع عشر أول من أدخل الشفرة الحادة والمدببة والمزدوجة الحدة كرد فعل على التحسينات التي أُجريت في تصميم الدروع والحاجة إلى استغلال نقاط الضعف في حماية الدروع.  أدخل الإنجليز والإسكندنافيون سكين قتال تُعرف باسم "خنجر بولوك" في الخدمة العسكرية حوالي عام 1350،  بينما كان البوجنارد الفرنسي والديرك الاسكتلندي خناجرًا مصممة منذ البداية أسلحة عسكرية.
أدى ارتفاع استخدام الأسلحة النارية إلى انخفاض استخدام الخناجر وسكاكين القتال كأسلحة عسكرية. ومع ذلك، غالبًا ما كان الجنود المشاة يحملون السكاكين المشتراة من القطاع الخاص لاستخدامها أسلحة مساعدة وكأدوات مساعدة. أصدرت بعض القوات العسكرية سكاكين للحملات الفردية أو للقوات المتخصصة مثل مفارز الرواد أو المهندسين الميدانيين، لكن أدوات القطع هذه لم تكن مصممة في المقام الأول للاستخدام سكاكين قتال. 

## سكاكين القتال الحديثة

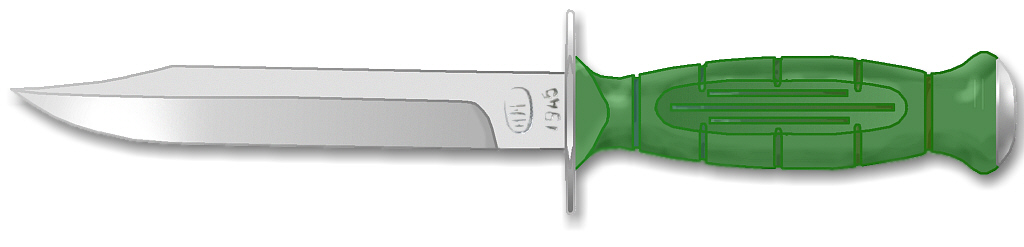
سكين القتال السوفياتي إن آر 43

كانت تُعرف سابقًا باسم سكين الخندق، وقد استخدمها "السكين القتالية"  كلا الجانبين على الجبهة الغربية خلال الحرب العالمية الأولى. منذ ذلك الحين، أصدرت سكاكينَ القتال جيوشُ العديد من الدول. على الرغم من أنها تختلف في التفاصيل، إلا أنها تشترك جميعًا في السمة المشتركة المتمثلة في كونها مصممة خصيصًا للاستخدام العسكري، مع دورها الأساسي كسلاح قتالي من مسافة قريبة.

### الحرب العالمية الثانية
خلال الحرب العالمية الثانية، صُممت سكين القتال البريطاني فيربيرن سايكس بواسطة ويليام إي فيربيرن وإريك أ. سايكس، وهما عضوان سابقان في شرطة بلدية شنغهاي اللذان قاما بتدريب العديد من الجنود على القتال من مسافة قريبة.  ألهم سكين فيربيرن سايكس العديد من السكاكين المماثلة في ذلك العصر مثل خنجر في-42 الذي صممه المقدم روبرت تي فريدريك الذي قاد قوة الخدمة الخاصة الأولى المشتركة الأمريكية والكندية وخنجر مشاة البحرية الأمريكية الذي صممه المقدم كليفورد شوي. في اتحاد الجمهوريات الاشتراكية السوفياتية، أصدر الجيش الأحمر سكاكين قتال تعتمد على نمط واحد يُعرف باسم سلسلة إن آر.

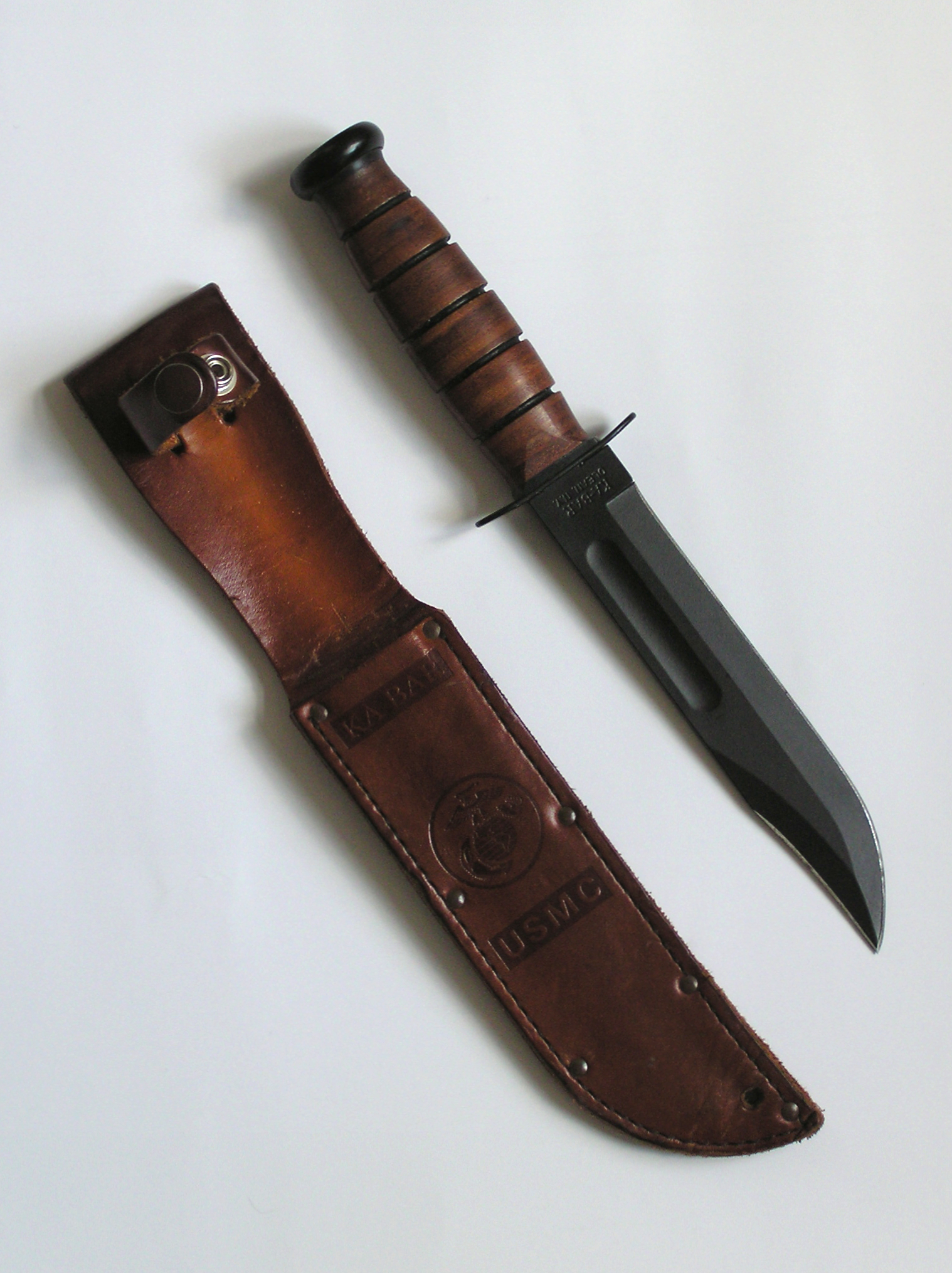
سكين القتال القياسي لقوات مشاة البحرية الأمريكية أثناء وبعد الحرب العالمية الثانية

في أواخر عام 1942، اعتمد سلاح مشاة البحرية الأمريكية السكين القتالي 1219C2، الذي اختلف عن سكاكين القتال الأمريكية في حقبة الحرب العالمية الأولى من حيث أنه صمم عنصرًا ثنائي الغرض، ومكيف للقتال وكسكين متعدد الاستخدامات.   واختلفت عن السكاكين السابقة من حيث أن السكين الجديد يستخدم شفرة عريضة قوية مع نقطة مشبك تسهل هجمات القطع بالإضافة إلى دفعات الشفرة. 
اعتمد الجيش الأمريكي سكين الخندق إم 3 في عام 1943 سكين قتالٍ قياسيّ.  وحل محل سكين الخندق مارك 1 القديم الذي يعود للحرب العالمية الأولى في الخدمة القتالية.  كان إم 3 سكينًا قتاليًا حقيقيًا، حيث صُمم للاستخدام العسكري فقط وكان المقصود منه في المقام الأول أن يكون سكينًا قتاليًا، على الرغم من إجراء بعض التنازلات في التصميم للحفاظ على المواد الإستراتيجية.    عند تكييفها مع مهام المرافق مثل فتح علب حصص الإعاشة أو صناديق الذخيرة، سرعان ما أصبحت قيود السكين واضحة. 
في الولايات المتحدة، بدأ بو راندال في إنتاج "سكين القتال لجميع الأغراض" ومنحه لقب "رقم 1". بين عامي 1942 و1945، أنتجت شركة راندال 4000 من هذه السكاكين لاستخدام القوات الأمريكية في ساحة المعركة، بالإضافة إلى ما يقرب من 1058 سكينًا جرى التعاقد عليها في سبرينجفيلد، ماساتشوستس لتلبية الطلب في زمن الحرب. في الخمسينيات من القرن الماضي، اعتمد راندال النمط العام لسكين باوي في العديد من تصميمات سكاكين القتال الخاصة به.  

### ما بعد الحرب العالمية الثانية
قامت غالبية القوات العسكرية اليوم بتوحيد أنواع سكاكين القتال الصادرة للجنود إلى حد كبير. على سبيل المثال، تُدرب قوات الكوماندوز التشيلية على استخدام كورفو، وهو سلاح عسكري تشيلي تقليدي.   تفضل أفواج الجورخا الكوكري، وهي أداة قطع منحنية ذات شفرات عريضة للأغراض العامة وسلاح يشبه إلى حد كبير المنجل أو البولو الفلبيني أكثر من السكين. 
صُمم نموذج "الهجوم" رقم 14 من راندال للاستخدام العسكري، بمساعدة النقيب جورج إنغراهام، وهو جراح قتالي في المفرزة الطبية رقم 94 التابعة للجيش الأمريكي، وهو سكين قتال شائع مصمم للاستخدام العسكري، وقد اشترى السكينَ الجنودُ الأفراد ومشاة البحرية.
في السبعينيات والثمانينيات من القرن العشرين، عمل العقيد ريكس أبلغيت، مع مصمم السكاكين بيل هارسي الابن لتصميم سكين أبلجيت-فيربيرن القتالي. كان على أبلغيت وفيربيرن خلال الحرب العالمية الثانية القضاء على نقاط الضعف (على سبيل المثال، نقطة الشفرة الضعيفة، وعدم القدرة على تحديد اتجاه الشفرة بمجرد الإمساك بها). صُنّعت أول هذه السكاكين بواسطة سكاكين المار، بناءً على تصميمات هارسي. 
تعاون صانع السكاكين بيل هارسي لاحقًا مع كريس ريف لتصميم سكين ياربورو، وهو سكين قتال قُدم لكل خريج من دورة تأهيل القوات الخاصة للجيش الأمريكي. 

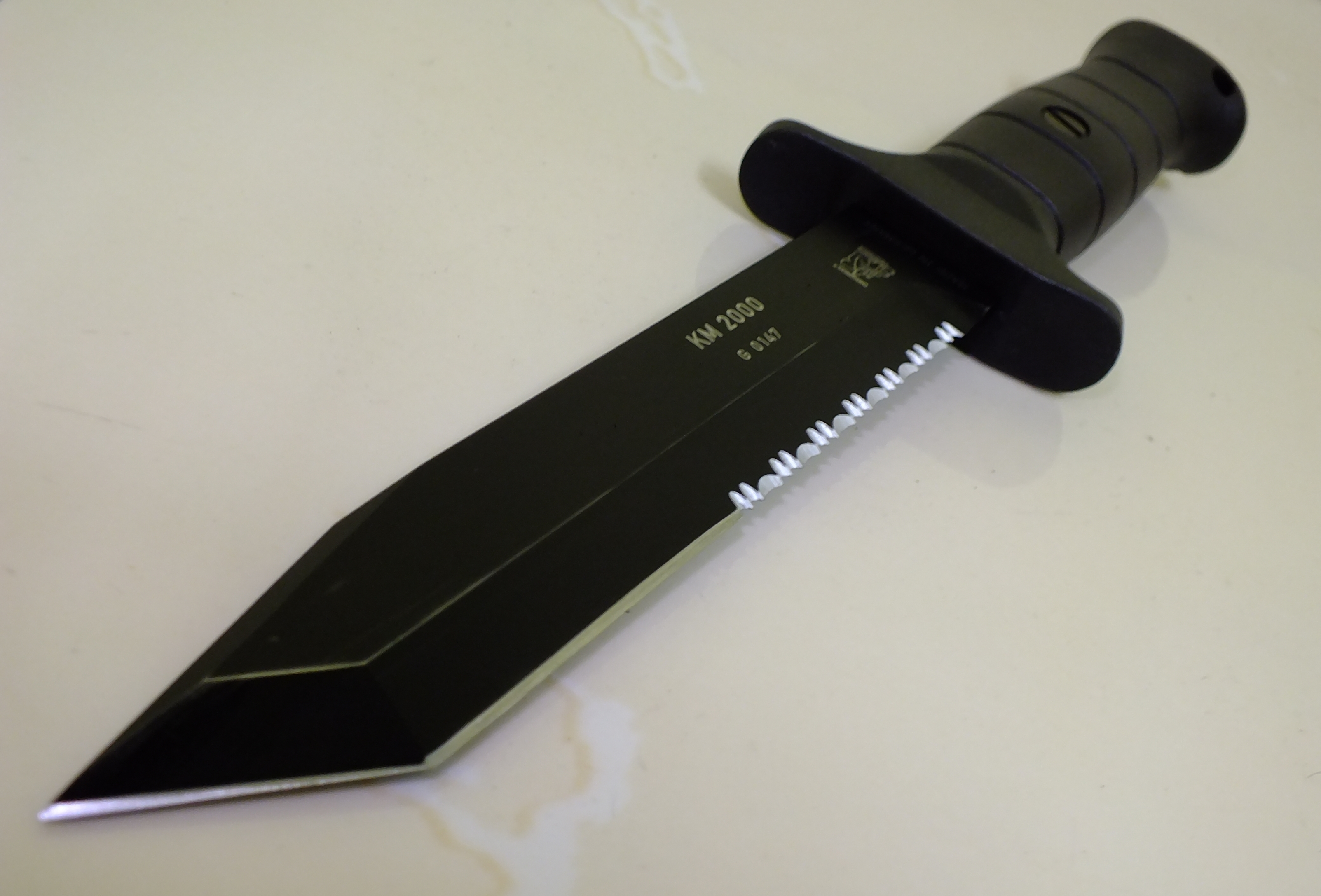
سكين حديث للجيش الألماني

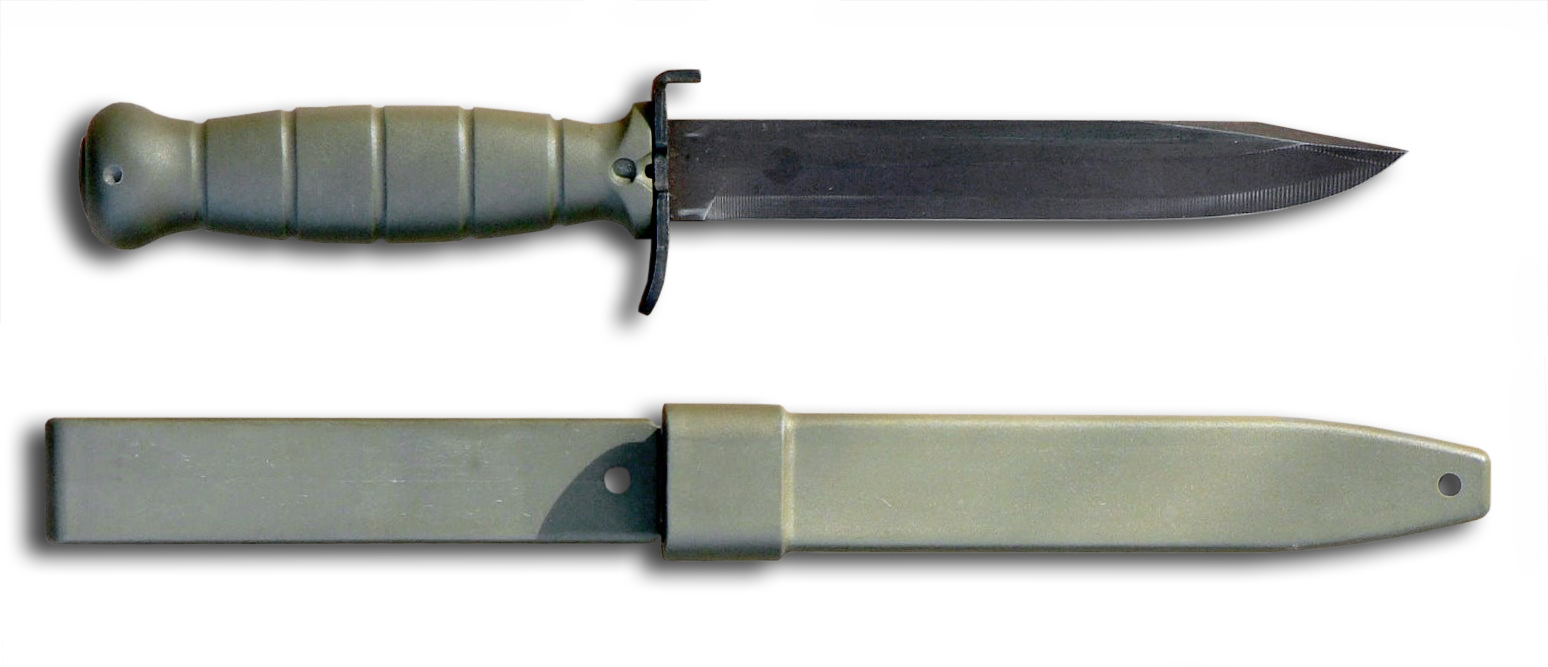
سكين غلوك وغمده

تستخدم القوات النمساوية سكين غلوك. يُستخدم هذا أيضًا حربةً لبندقية شتاير أوج التي تستخدمها القوات النمساوية. الشفرة مصنوعة من الفولاذ الكربوني الفوسفاتي. المقبض عبارة عن بوليمر قوي خاص صنعه جلوك. تستخدم سكينَ غلوك القوات الخاصة حول العالم أيضًا.

## روابط خارجية
- السكين القتالي المتقدم للجيش الألماني